# The World Economy (журнал)
The World Economy — специализированный научный журнал. Издание основано в 1978 г.
В журнале публикуются работы, посвященные проблемам международной торговли, торговой политики, международных финансов, теории переходной экономики и др.
В редколлегию журнала входят известные экономисты: Я. Бхагвати, Э. Крюгер, С. Фишер и др.
С 2004 г. журнал проводит ежегодную лекцию (The World Economy Annual Lecture), читать которую приглашают крупнейших специалистов в области мировой экономики. Среди лекторов: 2004 — Э. Крюгер, 2005 — Х.-В. Зинн, 2006 — Р. Болдуин.
Периодичность выхода журнала: 10 номеров в год.